# Arthur Knight
Arthur Egerton Knight (Godalming, 7 de setembro de 1887 - 10 de março de 1956) foi um futebolista e jogador de críquete inglês que competiu nos Jogos Olímpicos de 1912 e 1920, sendo campeão olímpico.
Arthur Knight pela Seleção Britânica de Futebol conquistou a medalha de ouro em 1912. .